# Zamieszki w Jerozolimie (1947)
Zamieszki w Jerozolimie (1947) były gwałtownymi wystąpieniami społecznymi, do których doszło w dniach 2–4 grudnia 1947 roku w rejonie Jerozolimie w Brytyjskim Mandacie Palestyny. Stanowiły one początek wojny domowej w Mandacie Palestyny (1947–1948).

## Tło wydarzeń
W poszukiwaniu narastającego konfliktu izraelsko-arabskiego, w dniu 29 listopada 1947 roku została przyjęta Rezolucja Zgromadzenia Ogólnego ONZ nr 181 w sprawie podziału Palestyny na dwa państwa: arabskie i żydowskie. Społeczność żydowska zaakceptowała rezolucję, jednak Arabowie ją odrzucili wzniecając następnego dnia pierwsze zamieszki. 30 listopada 1947 roku Wysoki Komitet Arabski ogłosił trzydniowy strajk generalny w całym Mandacie Palestyny. Strajk miał być wyrazem niezadowolenia społeczności arabskiej, która sprzeciwiała się planowi utworzenia państwa żydowskiego w Palestynie. Zażądano, by brytyjskie władze mandatowe przekazały całą władzę polityczną w ręce Wysokiego Komitetu Arabskiego, celem utworzenia jednego państwa arabskiego w całej Palestynie. Równocześnie burmistrz Nablusu proklamował świętą wojnę Dżihad. W odpowiedzi, 1 grudnia 1947 roku Wysoki Komisarz Palestyny sir Alan Cunningham ostrzegł Wysoki Komitet Arabski, że Wielka Brytania jest zobowiązana do zachowania porządku w Palestynie tak długo, jak sprawuje swój mandat. Z tego powodu policja mandatowa miała zatrzymać arabskich agitatorów, gdyby zaczęli w Jerozolimie podburzać tłum. Pomimo tych ostrzeżeń, 2 grudnia rozpoczął się strajk generalny.

## Przebieg zamieszek
W dniu 2 grudnia 1947 roku tłum Arabów zorganizował w Jerozolimie demonstrację przeciwko przyjętej rezolucji ONZ nr 181. Demonstranci maszerowali w stronę Placu Syjonu, lecz zostali zatrzymani przez brytyjskich policjantów. Arabowie wówczas zwrócili się w stronę ulicy Jafy, gdzie demonstracja przekształciła się w gwałtowne rozruchy. Plądrowano i podpalano żydowskie domy oraz sklepy. Bardzo szybko demonstranci zalali Stare Miasto Jerozolimy, zagrażając bezpieczeństwu Dzielnicy Żydowskiej w Jerozolimie.
Brytyjskie władze nie reagowały, pozwalając na dalszy rozwój wydarzeń. W tej sytuacji żydowska organizacja paramilitarna Hagana po raz pierwszy od ośmiu lat zaangażowała się w starcia, aby strzec Dzielnicy Żydowskiej. Do pierwszej otwartej wymiany ognia doszło podczas plądrowania przez Arabów centrum handlowego „Manila”. Brytyjczycy podjęli działania dopiero po ustaniu najcięższych starć ulicznych. Na arabską część miasta nałożono godzinę policyjną, która miała obowiązywać do końca tygodnia. Równocześnie aresztowano niektórych członków Hagany za posiadanie broni. W tym pierwszym dniu starć zginęło 7 Żydów. W odwecie, 3 grudnia członkowie żydowskiego Irgunu podpalili arabskie kino „Rex”. Tego samego dnia Arabowie zaatakowali pojazd jadący do Dzielnicy Żydowskiej, zabijając 1 osobę i raniąc 7 kolejnych. 4 grudnia w ataku na żydowski autobus w Jerozolimie rannych zostało 2 Żydów i 3 Arabów. W kolejnych dniach dochodziło do coraz częstszych strzelanin, podpaleń, a także zamachów bombowych, które paraliżowały normalne funkcjonowanie miasta. Starcia trwały przez trzy dni i zakończyły się śmiercią 20 Żydów i 15 Arabów.

## Konsekwencje
Konsekwencją zamieszek była decyzja żydowskiej Hagany o używaniu siły, aby „powstrzymać przyszłe ataki na Żydów”. Pojedyncze strzały przekształciły się w starcia. Rozprzestrzeniły się one po całym kraju, a towarzyszyły im liczne incydenty zbrojne, podpalenia, morderstwa, napady rabunkowe i grabieże. Przebieg następnych wydarzeń był już nie do powstrzymania. W odpowiedzi na kolejne ataki strona żydowska rozpoczęła przeprowadzać działania odwetowe, i tak z całą siłą wybuchła wojna domowa w Palestynie.